# Tallinn bymur
Tallinn bymur er bymuren i Estlands hovedstad Tallinn.
Opførelsen af den første mur blev igangsat af den danske enkedronning Margrete Sambiria i 1265, og derfor kaldes den også for Margretemuren. Denne mur var mindre en 5 m høj og omkring 1,5 m tyk ved jorden. Siden da er muren blev gjort større og stærkere. I 1400-tallet blev murene gjort højere, og byens indbyggere var tvunget til gå vagt på murene.
En stor del af murene og tårnene er bevaret frem til moderne tid, og sammen med den gamle bydel Vanalinn er Tallinn bymur blevet optaget på UNESCO's Verdensarvsliste.